# 宝駿・510
510 (Baojun 510) は、上汽通用五菱汽車が宝駿ブランドで販売するクロスオーバーSUVである。 

## 概要
2016年11月の広州モーターショーでデビューし、2017年2月20日に正式に中国市場に投入された。530の下に位置するコンパクトクロスオーバーSUVである。
市場投入当初は、1.5Lガソリンエンジンに6速MTのみをラインナップしていたが、2017年9月には、オートマチックトランスミッションを搭載するモデルが追加された。

### フェイスリフト
2019年7月、フェイスリフトを実施。フロントグリルがメッシュ状に変更されたほか、テールランプがシャープなものに一新され、3つの走行モードを備えたCVTが採用された。 

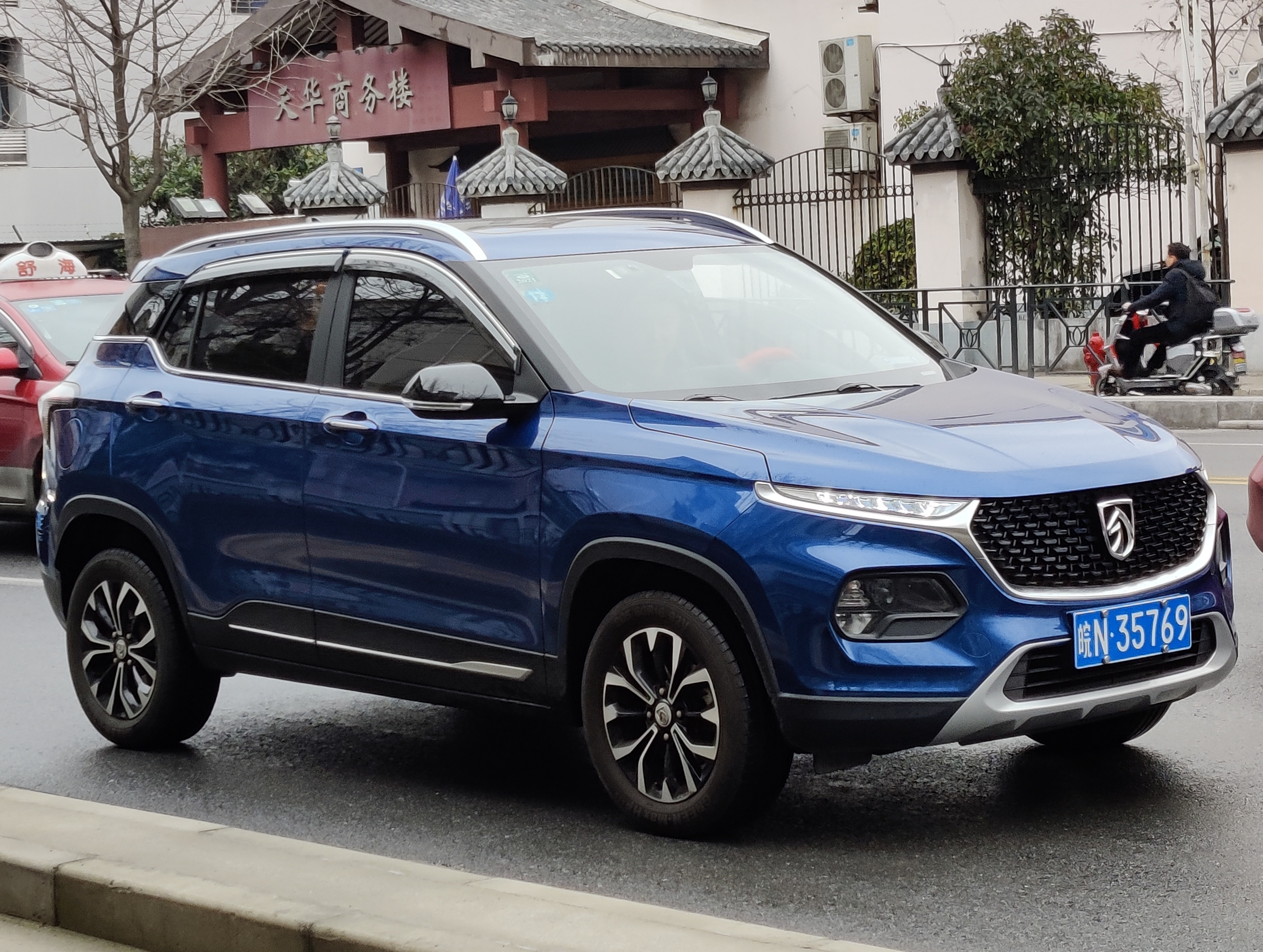
510（フェイスリフト）
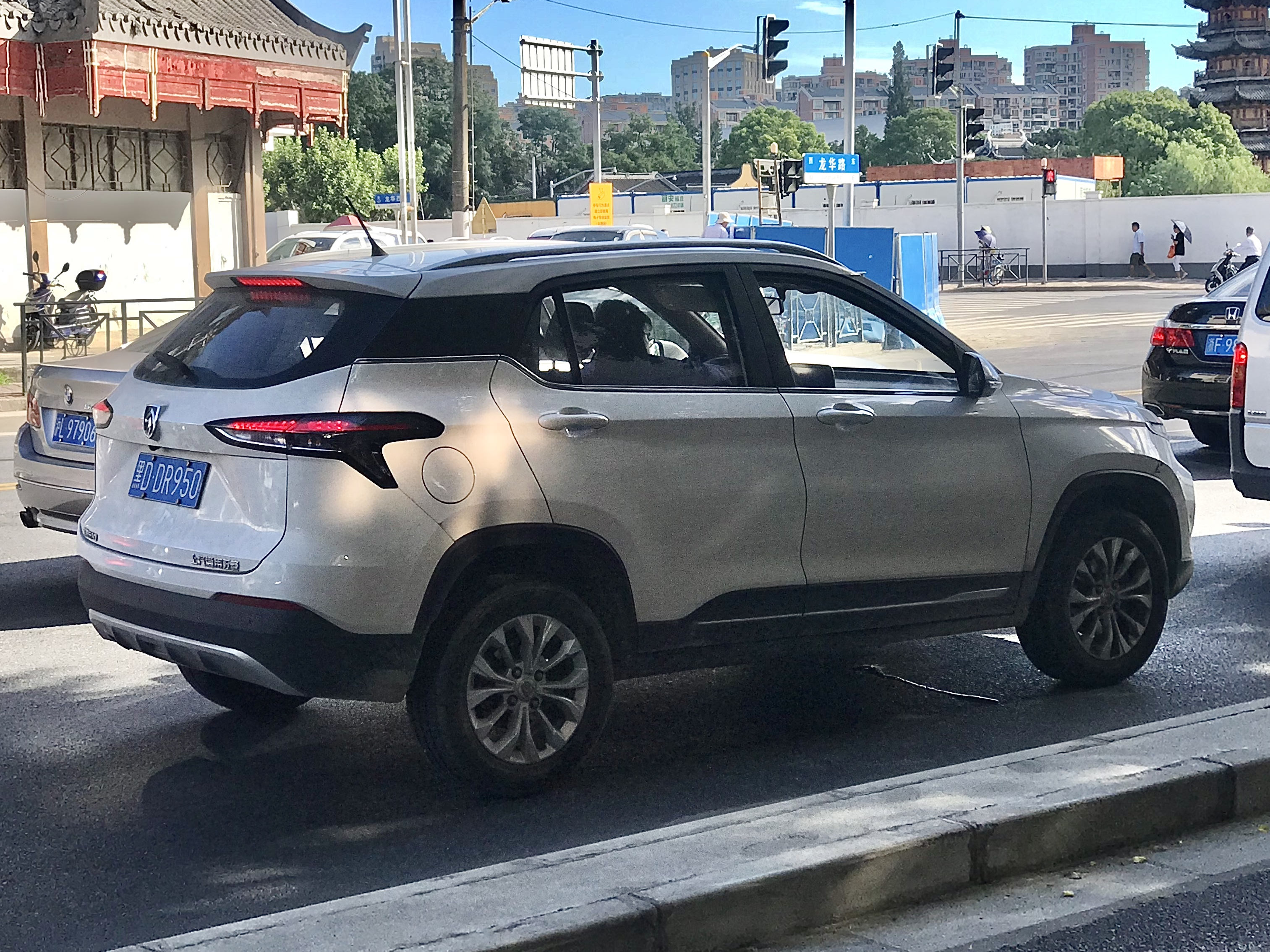
510（フェイスリフト）

## 中国国外での展開

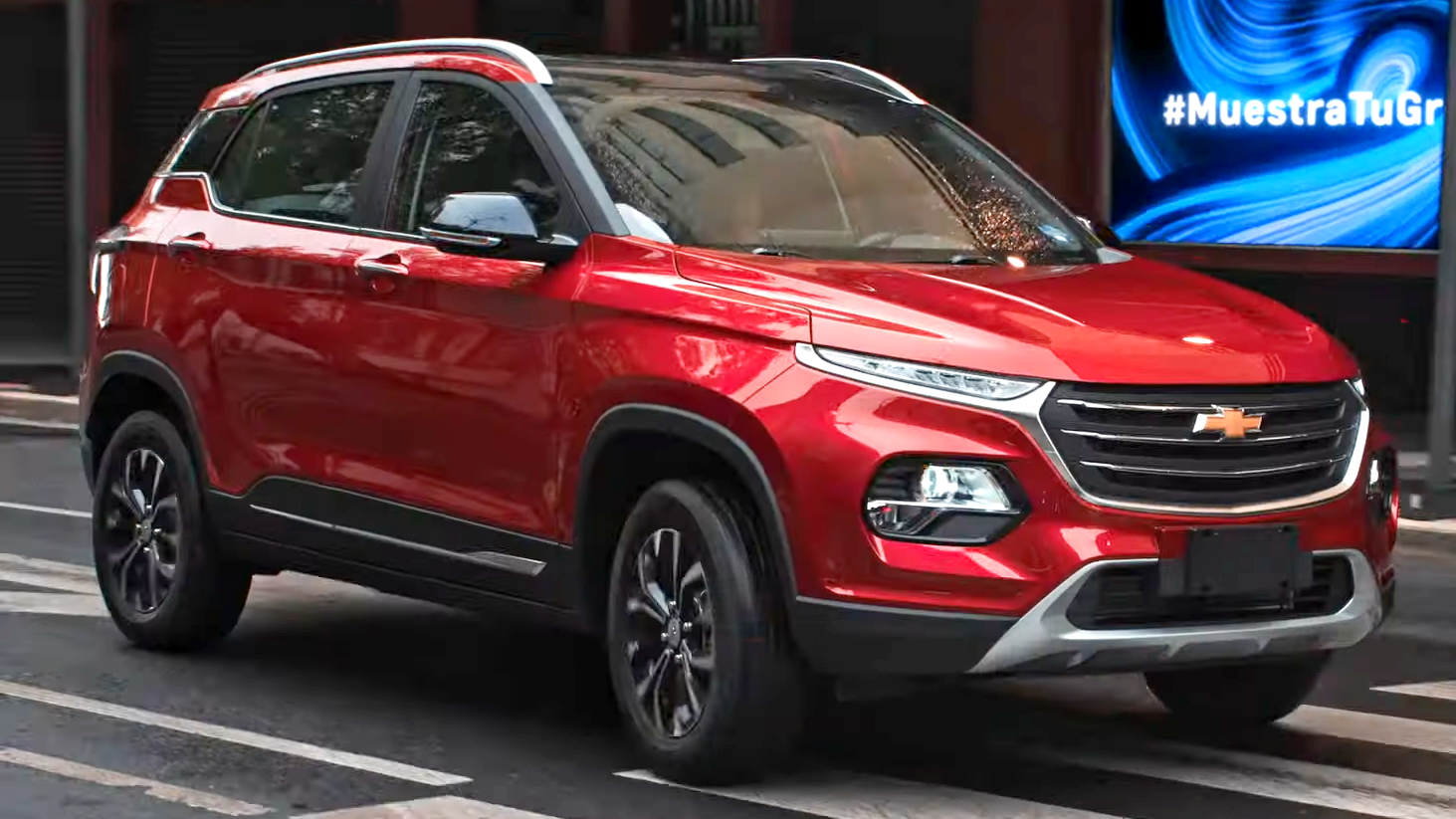
シボレー・グルーブ(メキシコ)

2020年10月、チリにて改良された510を「シボレー・グルーブ」の名称で販売開始。 その後、ペルーとエクアドルでも販売が開始された。また、2021年後半にはメキシコと中東のすべての市場でも販売が開始されている。 